# 벨리카플라나

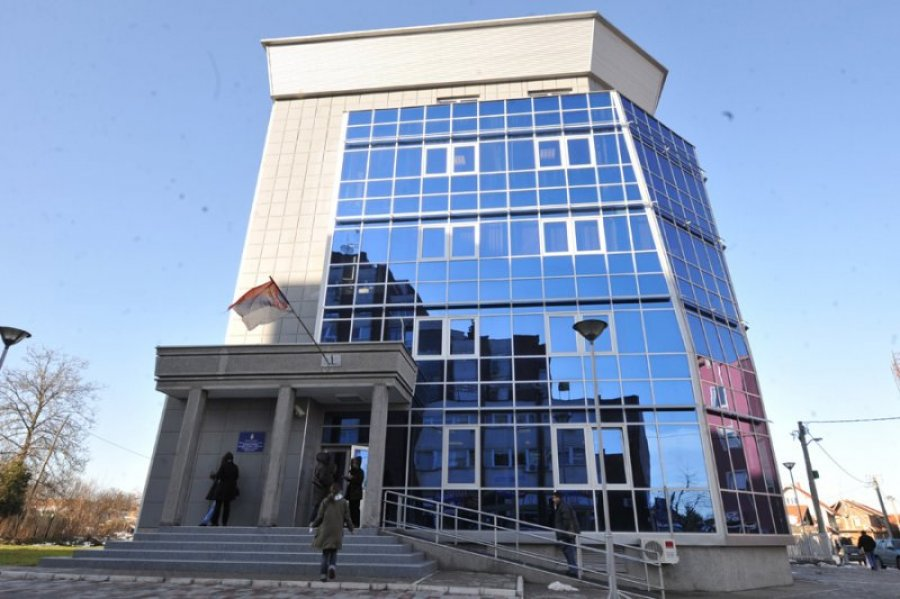
벨리카플라나 시청

벨리카플라나(세르비아어: Велика Плана / Velika Plana)는 세르비아 포두나블레 구에 위치한 도시로 면적은 345km2, 도시 인구는 16,078명(2011년 기준), 지방 자치체 인구는 40,578명(2011년 기준)이다. 벨리카모라바강 좌안과 접한다.

## 인구
| 연도  | 인구   | ±% p.a. |
| ----- | ------ | ------- |
| 1948  | 43,188 | —       |
| 1953  | 45,804 | +1.18%  |
| 1961  | 46,952 | +0.31%  |
| 1971  | 48,443 | +0.31%  |
| 1981  | 52,114 | +0.73%  |
| 1991  | 50,650 | −0.28%  |
| 2002  | 44,167 | −1.24%  |
| 2011  | 40,902 | −0.85%  |
| 출처: |        |         |

## 자매 도시
- 몬테네그로 부드바
- 북마케도니아 라도비시
- 이탈리아 콘셀리체